# Nazario Sauro

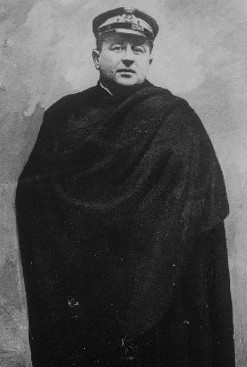
Nazario Sauro

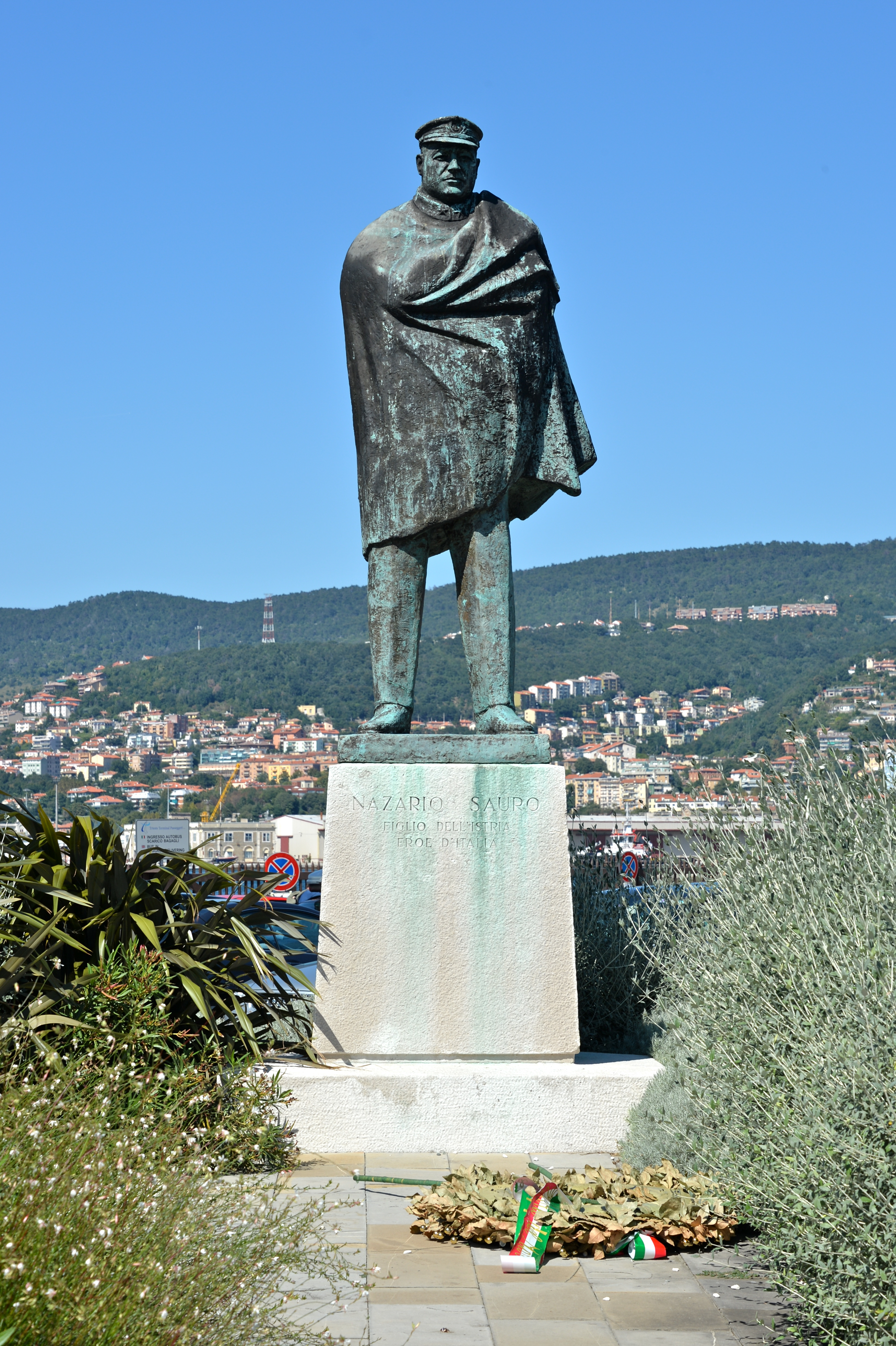
Denkmal an der Riva Nazario Sauro in Triest

Nazario Sauro (* 20. September 1880 in Capodistria (Istrien); † 10. August 1916 in Pola) war ein italienischer Marineoffizier und Irredentist.

## Leben
Sauro wurde im cisleithanischen Kronland Istrien geboren und war somit österreichischer Staatsbürger. Er gehörte der italienischen Bevölkerungsgruppe in Istrien und Dalmatien an, die überwiegend für einen Anschluss dieser Gebiete an Italien eintrat. Istrien und Dalmatien hatten über Jahrhunderte hinweg zur Republik Venedig gehört.
Sauro fuhr schon seit der Jugend zur See und erhielt bald das Kommando kleinerer Dampfschiffe, mit denen er besonders in der dalmatinischen Inselwelt unterwegs war, die er sehr gut kannte. Bei Ausbruch des Ersten Weltkriegs begab er sich nach Venedig und trat dort als Freiwilliger in die italienische Marine ein, die ihm aufgrund seiner beruflichen Erfahrungen (Schiffskapitän) und seines Werdegangs den Dienstgrad eines Kapitänleutnants übertrug und ihn auf Torpedobooten und U-Booten einsetzte.
Am 30. Juli 1916 lief er mit dem U-Boot Giacinto Pullino zu einem Einsatz bei Fiume aus. Wegen der starken Strömung und des schlechten Wetters lief das Boot bei der kleinen Insel Galiola auf einen Felsen. Nachdem alle Befreiungsversuche gescheitert waren, versenkte die Besatzung das Boot. Sauro und die Besatzung des Bootes wurden vom österreichischen Zerstörer SMS Satellit gefangen genommen.
Da Nazario Sauro österreichischer Staatsbürger war, stellten ihn die Österreicher vor Gericht und verurteilten ihn zum Tod durch den Strang. Er wurde am 10. August 1916 in Pola hingerichtet. Seine Grabstätte wurde unkenntlich, konnte aber nach Kriegsende ausgemacht werden. 1919 wurden seine sterblichen Überreste auf dem k.u.k. Marinefriedhof feierlich umgebettet. Nach der Unterzeichnung des Pariser Vertrages im Februar 1947 mit der Pola zur jugoslawischen Teilrepublik Kroatien fiel, wurde sein Sarg exhumiert und am 9. März 1947 im Votivtempel für die Gefallenen des Ersten Weltkrieges am Lido di Venezia erneut bestattet.
Die italienische Marine benannte später Kriegsschiffe nach Nazario Sauro, zuletzt eine U-Boot-Klasse (Sauro-Klasse). Auch das italienische Fracht- und Passagierschiff Nazario Sauro (1921–1941) war nach ihm benannt.